# Papà ti aggiusto io!
Papà ti aggiusto io! (Getting Even with Dad) è un film del 1994, diretto da Howard Deutch. I protagonisti sono Macaulay Culkin e Ted Danson.

## Trama
L'undicenne Timmy viene riaffidato a Ray, il padre, dopo che quest'ultimo esce di prigione dopo quattro anni. Il giovane vorrebbe passare un po' di tempo con suo padre, ma le cose non vanno come spera: infatti Ray e due suoi complici, anch'essi ex detenuti, decidono di impadronirsi illegalmente di alcune preziose monete di inestimabile valore di proprietà dello stato. La rapina riesce, ma ci penserà il giovane Timmy a far saltare i piani: nasconderà il bottino, in cambio Ray si dovrà comportare da padre esemplare, se questo non avverrà Timmy denuncerà lui e i suoi due complici.